# Molypop
Molypop est un groupe de pop rock français. Composé de Emmanuel Tugny, Jacques El et Claire Vailler, le groupe compte deux albums à son actif : Sous la barque (quand on creuse) de 2008, La Bande perdue, de 2012.

## Biographie
Molypop est formé en 2006 autour d’Emmanuel Tugny et de Jacques El. En 2008, le groupe sort son premier album, Sous la barque (quand on creuse). 

## Discographie
- 2008 : Sous la barque (quand on creuse)
- 2012 : La Bande perdue